# Erich Kunzel

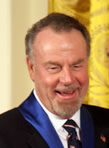
Erich Kunzel, 2007

Erich Kunzel (* 21. März 1935 in New York City; † 1. September 2009 in Bar Harbor, Hancock County, Maine) war ein US-amerikanischer Dirigent.

## Kurzbiografie
Bereits in der High School war Kunzel als Paukist und Arrangeur tätig und studierte im Anschluss u. a. an der Harvard University und an der Brown University. Von 1960 bis 1965 leitete er bereits das Rhode Island Philharmonic Orchestra und war in den folgenden zwölf Jahren Chefdirigent des Cincinnati Symphony Orchestra. Es folgten erfolgreiche Aufnahmen mit Dave Brubeck oder Duke Ellington.
Seitdem das Cincinnati Symphony Orchestra für Auftritte von Kunzel als „Cincinnati Pops Orchestra“ auftrat, feierte das Orchester unter seiner Leitung zahlreiche internationale Erfolge. Jährlich wurden bis zu einem halben Dutzend kommerziell erfolgreiche Aufnahmen veröffentlicht.

## Diskografie
- A Celtic Spectacular
- A Disney Spectacular: Disney Favorites
- A Grand Night for Singing
- A Salute to the Great Movie Scores from the Films of Steven Spielberg
- Aaron Copland: Lincoln Portrait & Other Works
- AMEN! A Gospel Celebration
- American Jubilee
- American Piano Classics
- Andrew Lloyd Webber: Selections from the Musicals
- Ballet Favorites
- Beautiful Hollywood
- Beethoven: Wellington’s Victory & Liszt: Battle of the Huns
- Boléro: Music of Ravel, …
- Bond & Beyond
- Chiller
- Christmas with the Pops
- Christmastime Is Here
- Classics at the Pops
- Classics of the Silver Screen: Classical Music Popularized by the Movies
- Copland: The Music of America
- Down on the Farm
- Ein Straussfest II
- Ein Straussfest: Music of the Strauss Family
- Epics
- Erich Kunzel and The Cincinnati Pops Orchestra Perform Music of The Beatles
- Fantastic Journey
- Fiesta!
- From the Heart
- From the Top at the Pops
- Gershwin: Centennial Edition
- Gershwin: Porgy and Bess / Blue Monday
- Gershwin: Rhapsody in Blue & An American in Paris
- Gershwin: Rhapsody in Blue, Concerto in F major, „I Got Rhythm“ Variations, „Rialto Ripples“ Rag
- Got Swing!
- Grofé: Grand Canyon Suite & Gershwin: Catfish Row
- Happy Trails
- Hollywood’s Greatest Hits
- Hollywood’s Greatest Hits, Volume 2
- Lerner & Loewe: A Songbook for Orchestra
- Magical Musicals
- Mancini’s Greatest Hits
- Masters and Commanders
- Mega Movies
- Miklos Rozsa: Three Choral Suites – Ben-Hur, Quo Vadis, King of Kings
- Movie Love Themes
- Music of Howard Hanson
- Offenbach: Gaité parisienne & Ibert: Divertissement
- On Broadway
- Orchestral Spectaculars
- Pomp & Pizazz: March Favorites
- Puttin’ on the Ritz
- Rodgers & Hammerstein: Songbook for Orchestra
- Rodrigo: Concierto de Aranjuez, Fantasia para un Gentilhombre & Concierto para una Fiesta
- Round-Up
- Route 66: That Nelson Riddle Sound
- Russian Nights
- Sailing
- Scary Music
- Star Tracks
- Star Tracks II
- Symphonic Spectacular
- Symphonic Star Trek
- Tschaikovsky: 1812 Overture
- Tschaikovsky: 1812 Overture / Beethoven: Wellington’s Victory
- Tschaikovsky: 1812 Overture, Capriccio Italien, Cossack Dance from Mazeppa
- Tschaikovsky: Nutcrack – Selections From the Ballet
- The Big Band Hit Parade
- The Big Picture
- The Fantastic Stokowski
- The Great Fantasy-Adventure Album
- The Magical Music of Disney
- The Never-Ending Waltz
- The Pops Play Puccini
- The Sound of Music: Rodgers & Hammerstein
- The Ultimate Movie Music…
- The Very Best of Erich Kunzel
- Time Warp
- Unforgettably Doc: Music of Love & Romance
- Verdi without Words
- Victory at Sea, War and Remembrance and Other Favorites
- Viennese Violin: The Romantic Music of Lehár, Kreisler And Strauss
- Vintage Cinema
- William Tell & Other Favorite Overtures
- Young At Heart

## Auszeichnungen
- 1998: Grammy Award (Best Engineered Album, Classical)
- 2006: National Medal of Arts